# Garota de programa

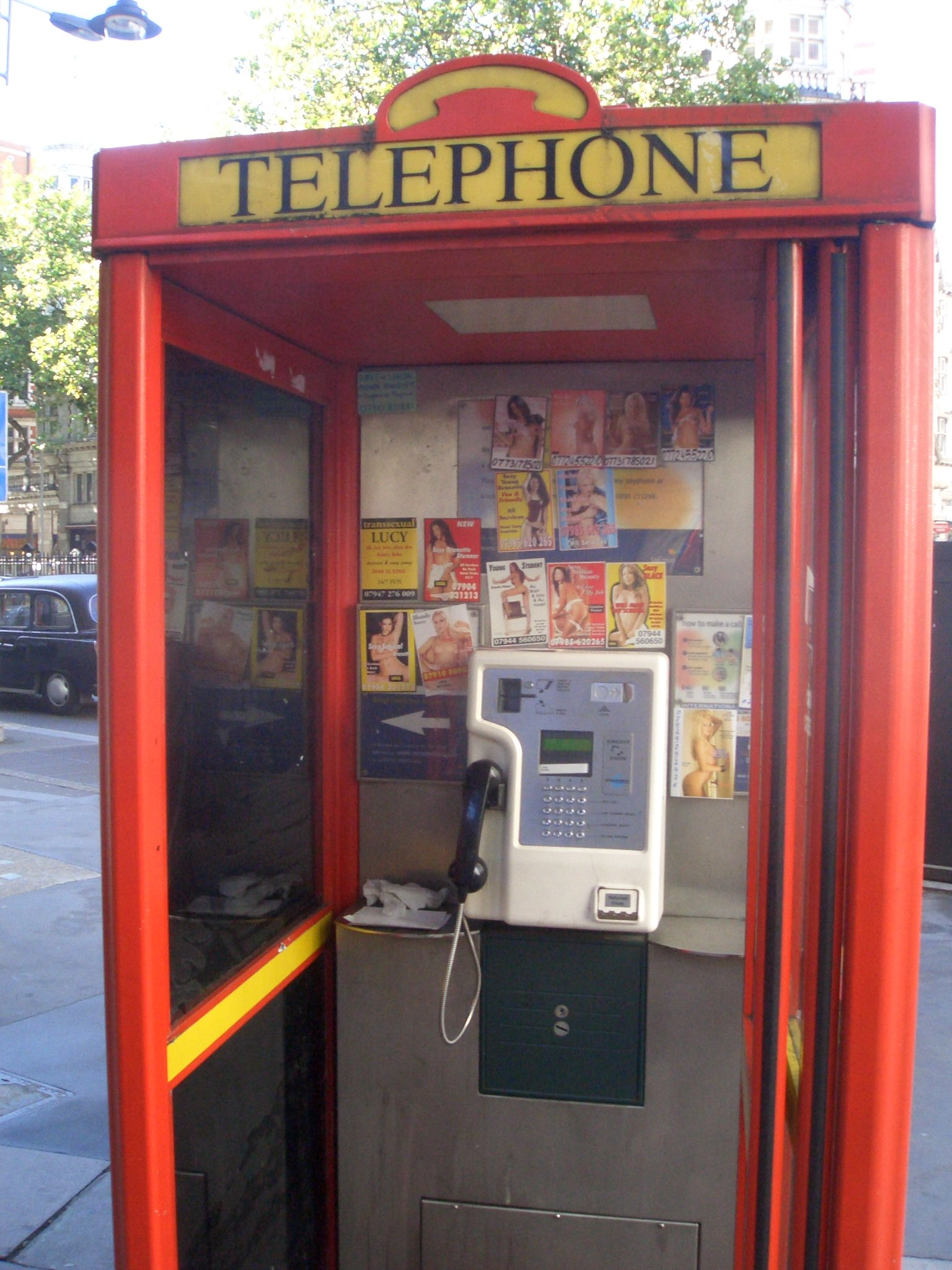
Uma cabine telefónica em Londres com anúncios de acompanhantes.

Garota ou garoto de programa ou acompanhante é um trabalhador sexual que não trabalha num prostíbulo, nem nas ruas, embora possa trabalhar para uma agência de acompanhantes.
Embora a prostituição seja considerada a profissão mais antiga do mundo, apenas recentemente o conceito de garota ou garoto de programa passou a fazer parte deste contexto. Existem diversas zonas de prostituição, onde uma call girl  ou um call boy pode atuar, mas, normalmente, acompanhantes trabalham de forma diferente. Para ser atendido, o cliente deve combinar o encontro, por telefone. Acompanhantes frequentemente anunciam seus serviços na seção de classificados de jornais e na Internet, apesar de um intermediário (como uma agência de acompanhantes) poder estar envolvido na sua promoção; menos frequentemente, há o envolvimento de proxenetas.

## Internet
Atualmente a maioria das agências de acompanhantes independentes possuem os seus próprios websites, ou utilizam as redes sociais e sites especializados para divulgar seu trabalho. A internet tornou-se no principal meio através do qual os clientes encontram a garota ou garoto que desejam. De um modo geral, um ensaio fotográfico do(a) acompanhante é fornecida e, por vezes, o tipo de serviços sexuais que o acompanhante está disposto a oferecer. Algumas agências também propõem um preço mais elevado por determinado tipo de profissionais, como gêmeas, antigas atrizes pornô, modelos, dominatrixes ou submissas.

#### No Brasil
No Brasil, dada a dimensão de um País com mais de 200 milhões de pessoas e com mais de 8 milhões de quilômetros quadrados, os sites de acompanhantes normalmente têm actuação regional. Os maiores sites de acompanhantes estão concentrados nas capitais, onde estão residem os clientes mais abastados e dispostos a pagar mais pelos serviços.
Acompanhantes de luxo no Brasil são bem conhecidos e, eventualmente, são celebridades, como Raquel Pacheco, mais conhecida pelo pseudônimo de Bruna Surfistinha. O tema já é tão comum que diversos canais de TV exibiram filmes, séries e documentários sobre garotas de programa, com diversas histórias de pessoas que se tornaram acompanhantes. A série O Negócio, produzida no Brasil, ficou mundialmente conhecida por contar a história de garotas de programa de luxo que se destacaram em sua atividade.

#### Em Portugal
A expressão acompanhantes ou acompanhantes de luxo é usualmente utilizada em Portugal para descrever os trabalhadores do sexo na Internet ou as usualmente chamadas  garotas ou garotos de programa, no Brasil.  Acompanhantes, em Portugal, são profissionais do sexo, normalmente independentes de qualquer proxeneta e que se promovem via Internet através de sites especializados (e outros canais digitais).
Em Portugal, porque o território geográfico é muito pequeno e tem aproximadamente apenas 10 milhões de pessoas, os sites de divulgação dos serviços de acompanhantes são, normalmente, de abrangência nacional, e os principais focos dos anúncios desses sites são as cidades de Lisboa, Setúbal, Leiria, Porto, Aveiro e Braga, bem como o sul de Portugal. No verão é comum ver acompanhantes ocuparem grande parte da zona do Algarve, sobretudo as cidades de Quarteira e Faro.
Em Portugal, o mercado de Internet, onde acompanhantes anunciam os seus serviços, é hoje em dia bastante fraturado.  Divide-se principalmente em três categorias. A primeira inclui os sites "VIP", cujos acompanhantes são certificados mediante sessões fotográficas presenciais. A segunda categoria abrange sites de anúncios de convívio erótico, que não oferecem qualquer tipo de certificação presencial dos conteúdos promovidos, embora usem técnicas para detectar fotos falsas nos anúncios. Por fim, na terceira categoria, enquadram-se todos os sites de classificados horizontais, ou seja sites que listam  desde categorias de imobiliário até à venda de automóveis e onde se incluem também as categorias de convívio entre adultos.
[carece de fontes?]

### O inicio da censura a acompanhantes na Internet
No início de 2018, profissionais do sexo que anunciam e divulgam os seus serviços na Internet tiveram um duro revés.
Após uma sequência de duas votações no senado e a subsequente passagem a efeito do "FOSTA - SESTA",  que excluíram a prostituição e a promoção de serviços sexuais do artigo 230 do "Communications Decency Act", acompanhantes dos EUA passaram a ter muitas dificuldades em anunciar na Internet. O famoso site de anúncios Backpage, muitos sites de convívio, fóruns de discussão e redes sociais começaram a censurar os conteúdos relativos a esses serviços.
A nova adenda apenas abrange acompanhantes, serviços de Internet ou telecomunicações que residam ou operem nos EUA. Contudo até ao presente dia não se sabe que tipo de impacto esta decisão nos EUA poderá ter para o resto do mundo, nomeadamente para as acompanhantes que operam no Brasil e em Portugal. Apesar de a lei ser apenas para os Estados Unidos, redes sociais atualizaram sua política no mundo todo. Assim, Twitter e Instagram passaram a banir de suas plataformas as contas associadas a profissionais do sexo. Em junho de 2020, as garotas de programa do Brasil responderam aos banimentos subindo a #éTrabalhoDignoTambém, que teve apoio da ex-garota de programa Inês Brasil.

## Brasil

### Estatísticas sobre contratantes de serviços de acompanhantes
Una pesquisa realizada pelo portal de acompanhantes Fatal Model, com a participação de 2.266 contratantes, revelou que 79% dos entrevistados são homens cisgêneros, enquanto mulheres cisgênero representam 19%. A maior parte dos respondentes está na faixa etária entre 26 e 35 anos (39%), seguida pelo grupo de 18 a 25 anos (30%), sendo que apenas 6% possuem 50 anos ou mais. O estado de Minas Gerais concentra o maior número de clientes, com 18% do total, seguido por São Paulo (16%) e Rio Grande do Sul (14%). Em relação à moradia, 51% dos participantes moram sozinhos, 46% vivem com a família e 6% dividem residência com amigos. No aspecto do estado civil, 51% se declaram solteiros, 43% estão em um relacionamento sério e 7% mantêm relacionamentos casuais ou abertos. A maioria, correspondente a 60%, não possui filhos, enquanto entre os 41% que têm filhos, quase metade (49%) tem apenas uma criança. A pesquisa também indica que 40% dos entrevistados já contrataram acompanhantes mais de cinco vezes, e 83% afirmam ter recorrido ao serviço ao menos uma vez. Quanto à forma de contratação, 89% utilizaram sites de anúncios e apenas 9% buscaram estabelecimentos físicos, como boates ou casas de encontro. As características físicas do(a) acompanhante foram apontadas como o fator decisivo para 29% dos clientes, seguidas pela comunicação via WhatsApp (24%) e fidelidade à descrição no site (20%). O valor do atendimento foi considerado o critério menos relevante (5%). Os aspectos mais valorizados em um(a) acompanhante são simpatia, educação e atenção (33%), seguidos por rosto bonito e corpo conforme o padrão do cliente (27%), enquanto respeito e honestidade (6%) e atendimento em motel (5%) receberam as menores menções. Por fim, 74% dos contratantes preferem ser atendidos no local do(a) anunciante, enquanto 19% optam por atendimento em hotel, motel ou Airbnb.